# スコット・キャンベル
スコット・ウィリアム・キャンベル（Scott William Campbell、1984年9月25日 - ）は、ニュージーランドのオークランド出身の元プロ野球選手（内野手）。

## 経歴
2006年のMLBドラフトでトロント・ブルージェイズからドラフト10巡目(全体300位)で入団した。
2009年まで、トロント・ブルージェイズ傘下マイナーチームに所属していた。
2012年9月には、第3回WBC予選のニュージーランド代表に選出された。
2013年には、CPBLの義大ライノズの入団テストを受験するも、入団には至らなかった。